# (2955) Newburn
(2955) Newburn est un astéroïde de la ceinture principale.

## Description
(2955) Newburn est un astéroïde de la ceinture principale. Il fut découvert le 30 janvier 1982 à la station Anderson Mesa par Edward L. G. Bowell. Il présente une orbite caractérisée par un demi-grand axe de 2,18 UA, une excentricité de 0,12 et une inclinaison de 3,6° par rapport à l'écliptique.

## Compléments